# 성도교회
성도교회는 서울시 중구 회현동 1가 181-8번지에 있는 대한예수교장로회(합동) 수도노회에 소속된 교회이다. 1947년 6월 21일 서울 광화문에 있었던 피어선성경학교(현 평택대학교)에서 이인식 목사, 김양선 목사, 선우훈 장로, 김영서 장로를 비롯하여 교인 60여 명이 배민수 목사와 함께 교회가 창립되었다. 이 교회의 담임 사역자로는 황은균 목사, 총신대학교의 김희보 박사(1960년 부임), 목회자 출신으로 김성환 목사(1972년 부임), 장경두 목사, 고영민목사, 장정일목사가 사역하였다. 1964년 대한예수교장로회총회 제 49회 총회가 성도교회에서 열렸다.
옥한흠 목사가 처음으로 대학생들에게  제자훈련을 시킨 교회로 내수동교회와 함께 잘 알려져 있다. 총신신학대학원 황성철 박사와 남포교회의 박영선 목사도 이 교회에서 사역하였다.  박성수회장과 방선기교수도 이 교회 출신이다. 현재는 박성기 목사가 담임이다.

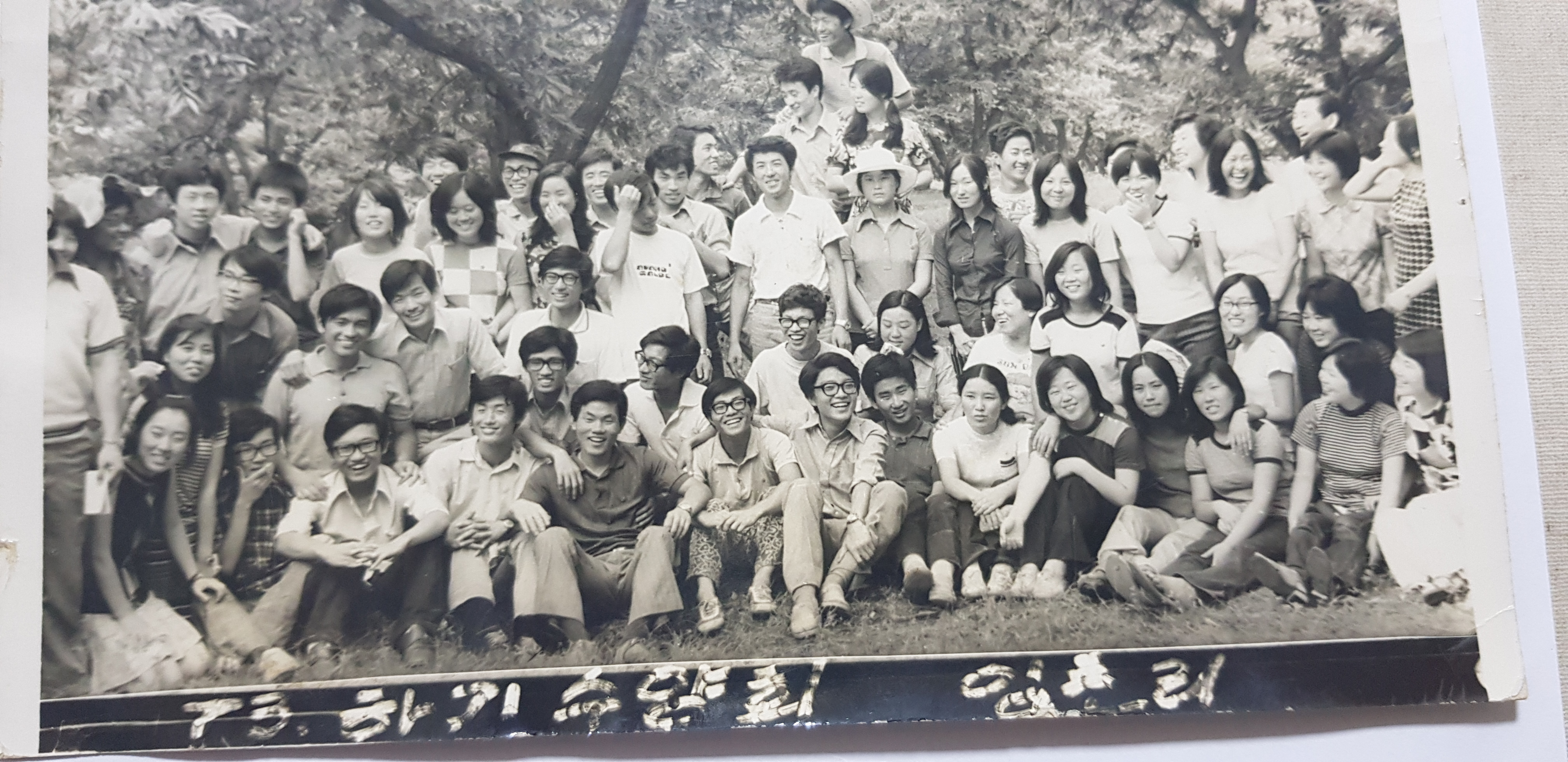
옥한흠과 성도교회 대학부 임초리 1973년

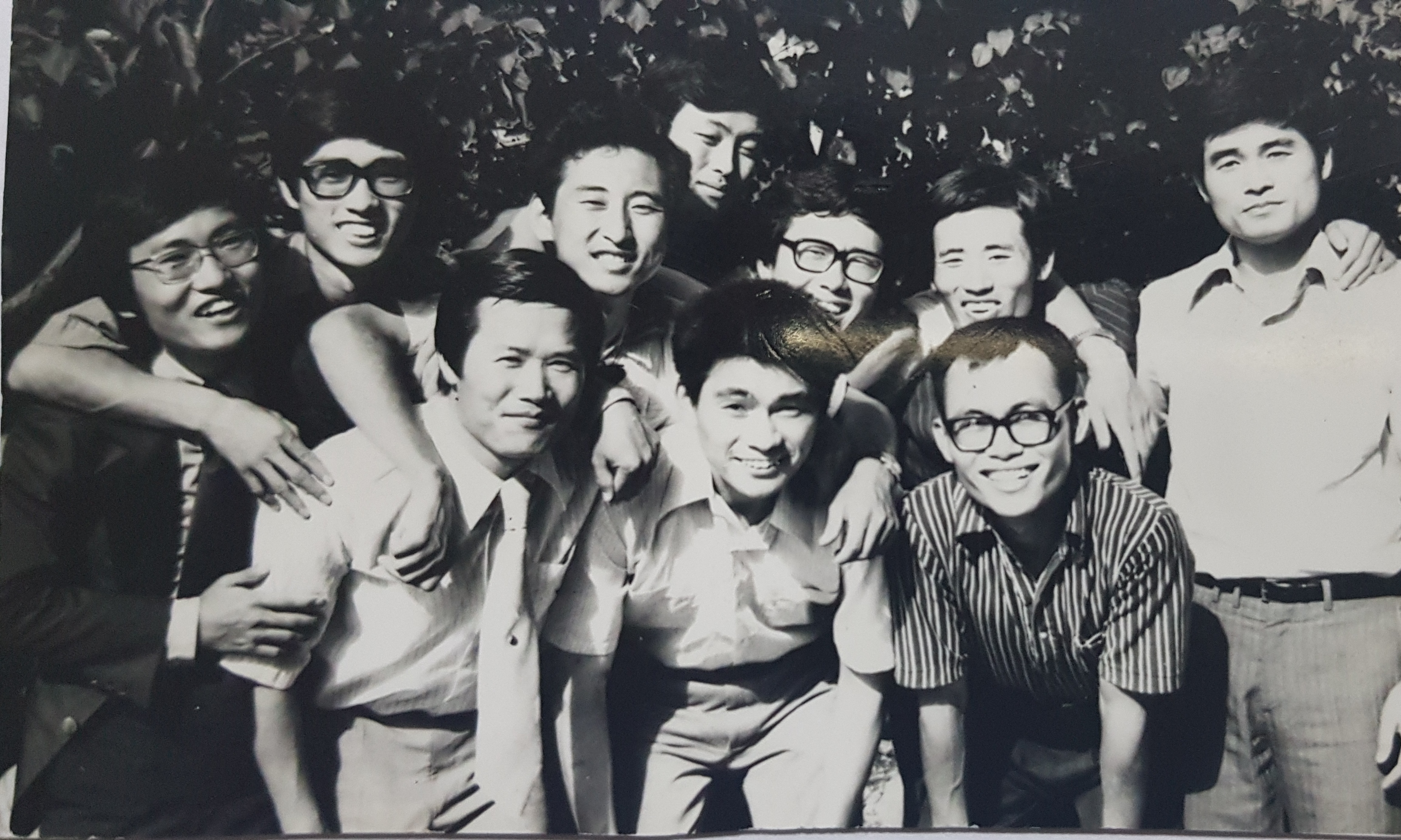
옥한흠목사와 그의 제자들 옥한흠, 방선기, 한정국 뒷줄 좌측에 박성수, 김광일, 한인권, 최충선 박성남, 이상석, 홍순명

## 교회연혁
설립과 초기연혁
| 1947. 6.21 | 피어선 성경학교에서 이인식목사, 김양선목사, 선우훈장로, 김영서장로를 비롯하여 교인 60여 명이 배민수 목사를 모시고 교회를 시작하다. |
| 1949. 4.24 | 황은균목사(담임목사)를 모시고 성도교회 당회를 구성하다. (당회원 : 김영서, 김약내, 김병섭, 고찬영, 박희몽, 선우훈, 양재순, 우호익)  |
| 1949. 5.29 | 황은균목사 위임식을 거행하다. |
| 1950. 4.   | 중구 회현동1가 181번지의 대지 743평을 매수하고 예배당 건축을 시작하다.                                                             |
| 1950. 5.   | 예배당 정초식을 거행하다. |
| 1950. 6.25 | 6.25동란으로 남하 피난하다 |
| 1951. 9.28 | 일시 수복했으나 1.4후퇴로 남하, 부산 부평동 건국중학교에서 "피난 성도 교회"라는 간판을 걸고 예배를 드리다.                         |
| 1952. 9.   | 부산 아미동 170번지에 부산 성도교회를 신축하다.                                                                                    |
| 1953.11.15 | 배민수 목사를 공로목사로, 임 옥 목사(1955.5 사임)를 동사 목사로 모시다.                                                            |
| 1953. 7.26 | 환도하여 황은균목사를 모시고 천막을 치고 첫 예배를 드리다.(참석 교인 남19, 여20, 계39명)                                           |
| 1959. 6.27 | 본당 건축 준공하다. 건평168평 |
| 1959.11.1  | 본당 헌당식과 장로장립 및 장로취임 임직식을 거행하다. * 장로장립 : 박하성, 서병찬, 전시렵 * 장로취임 : 김취성, 우호익, 이연희      |
| 1959.12.28 | 황은균목사 별세하다. |

## 대학부와 제자화
성도교회의 대학부는 옥한흠 목사의 새로운 성경공부로 제자화 훈련이다. 이 프로그램은 당시 네비게이토 선교회의 성경공부 방식과 대학생 선교회(C.C.C.)의 전도모델을 병합한 방식이었다. 성경공부의 주교재로 네비게이토에서 나온 성경공부 교재를 사용했고 신앙적 실천으로 전도사역은 대학생선교회 방식이었다. 신앙의 방식은 성경읽기, 암송,그리고 묵상(Q.T.)과 실천, 전도와 양육 그리고 리더훈련 등이었다. 이 방식은 이론과 실재가 잘 조화된 당시로서는 최고의 제자화 훈련이었다. 옥한흠 목사는 38세의 나이에 미국 유학시절에 콜로라도 스프링스의 네비게이토 본부에 머물면서 각종 자료를 수집하는 한편 제자훈련 사역을 펼치고 있는 교회들을 찾아다니며 현장을 체험했다. 후에 사랑의 교회에서 완성도를 높혀 제자훈련을 이어갔다.

## 성도교회 출신자들
성도교회의 사역자와 출신자로는 총신대학교의 김득룡 박사, 옥한흠 목사, 황성철교수(총신대학교) 교수, 국동출 목사, 박영선 목사(합동신학대학원대학교), 방선기 목사(합동신학대학원대학교)를 비롯한 박성수, 한정국(한국세계선교협의회),  박성남, 김광일, 노현숙, 이성옥, 한인권, 이인호, 황태연, 정세열, 한병혁(태화기독국제학교 전 교장), 정문렬(서강대), 세계적인 수학학자인 김강태(포항공대), 김신, 손인문, 김복만,안명준(평택대), 고문규(건양대), 장경(단국대), 홍원표(한밭대), 권영식(동국대), 안덕수, 백상조, 권상철, 김동관 목사등 수많은 인물들이 있다. 1970년에 옥한흠 목사의 성경공부와 제자화훈련을 통하여 대한민국의 교회가운데 대학생만 200명이 넘는 대학부를 가진 교회였다. 또한 당시 대학부 출신들의 백여명이 박사, 교수, 목사, 그리고 선교사들이 있다.

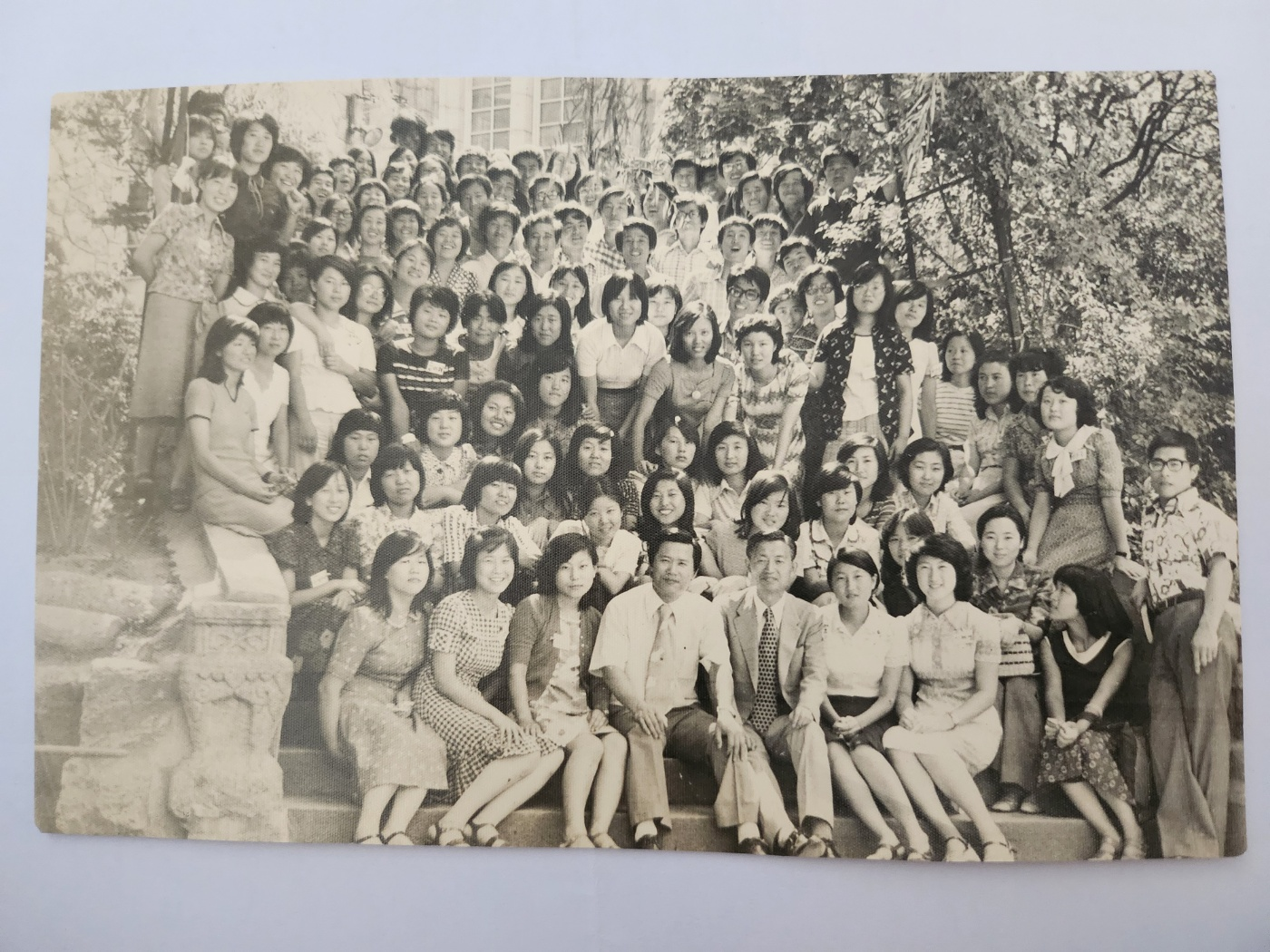
성도교회대학부 One day conferance, 불광동기독교수양관

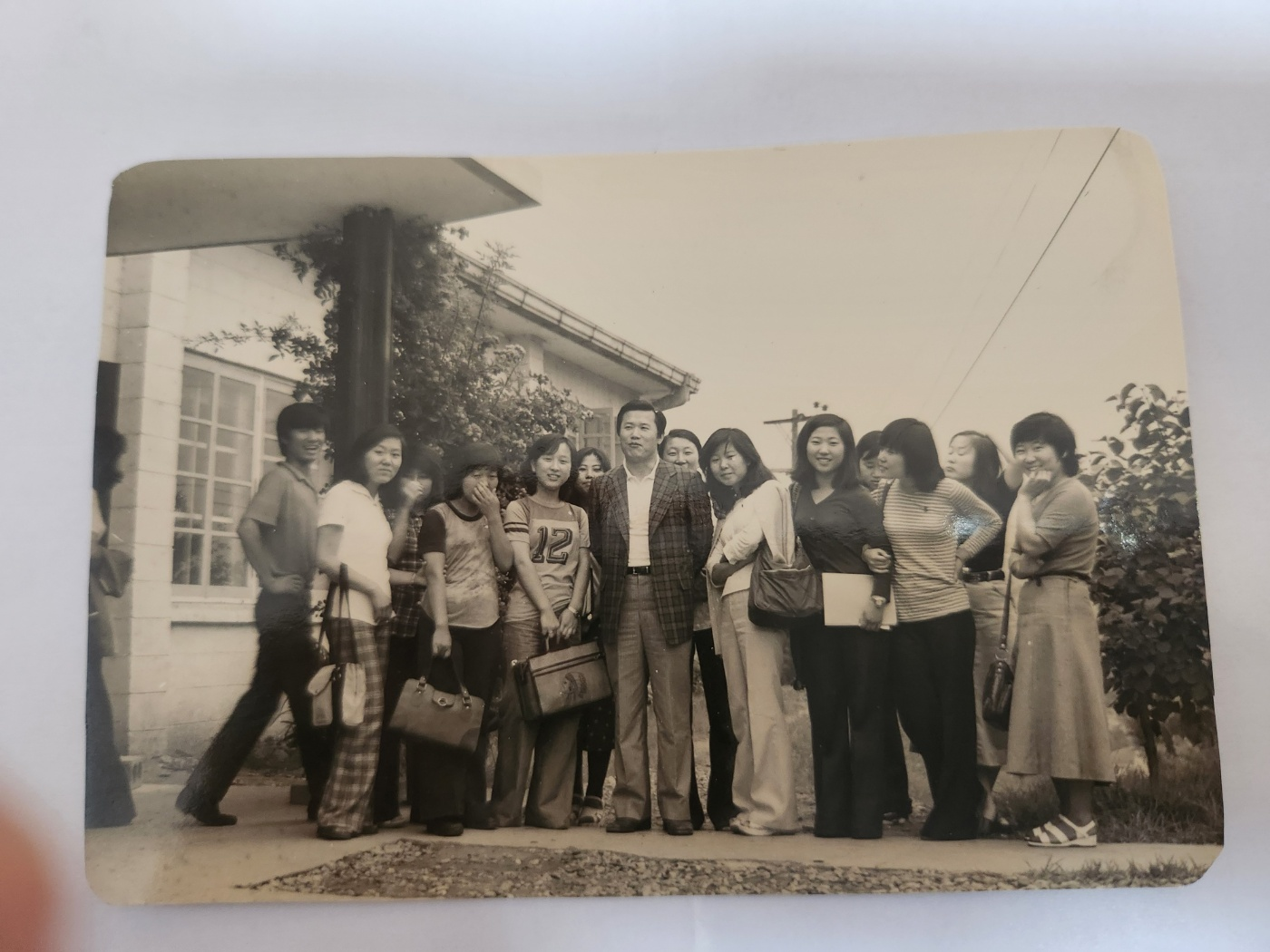
옥한흠 목사와 성도교회 대학부 불광동기독교수양관

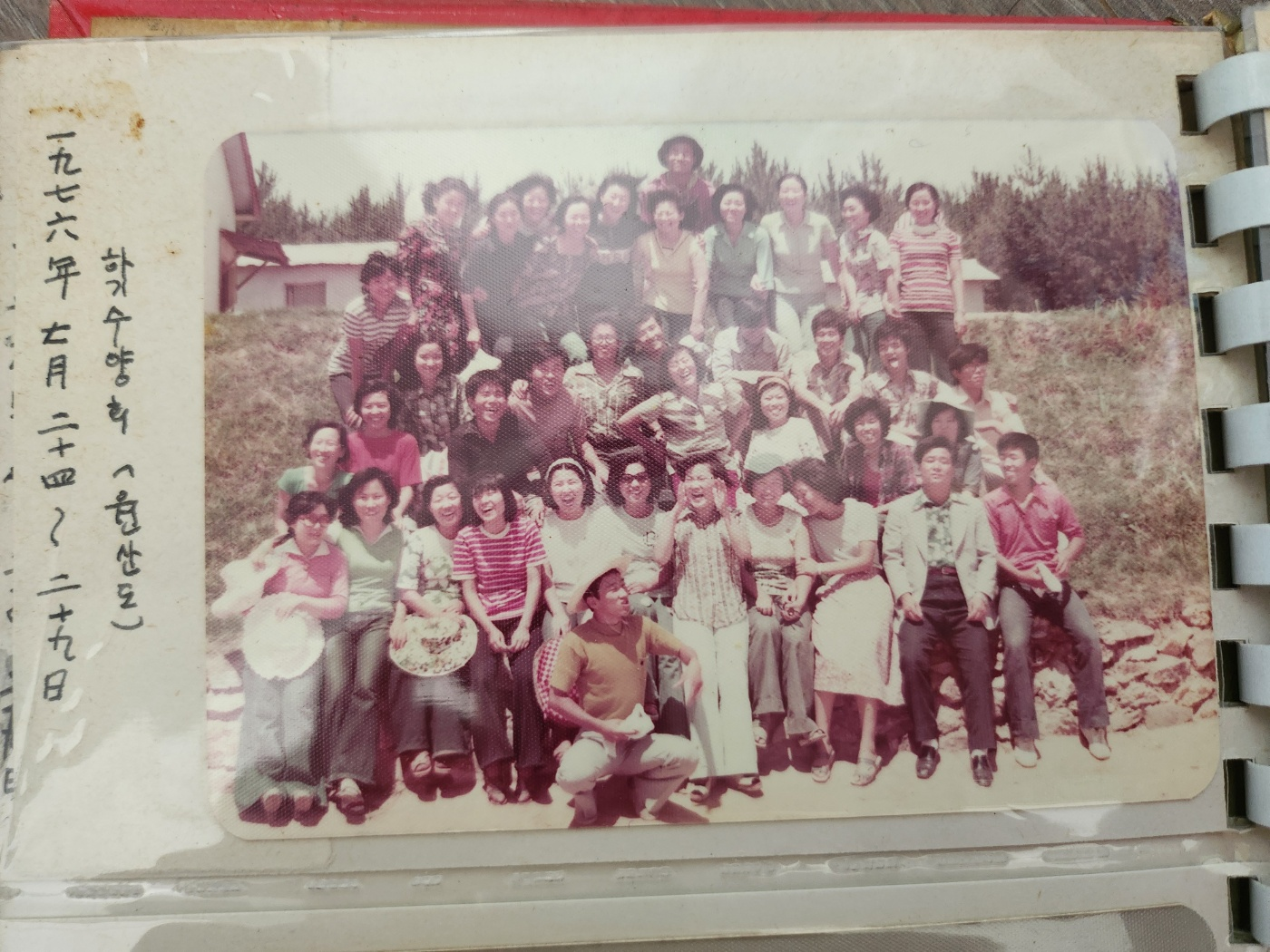
성도교회 대학부 원산도 1976년 7월 29일

## 같이 보기
- 김양선
- 옥한흠
- 박영선
- 황성철
- 방선기
- 박성수
- 박영선
- 안명준
- 김강태
- 사랑의교회
- 평택대학교